# Micrathyria duplicata
Micrathyria duplicata är en trollsländeart som beskrevs av Navás 1922. Micrathyria duplicata ingår i släktet Micrathyria och familjen segeltrollsländor. IUCN kategoriserar arten globalt som otillräckligt studerad. Inga underarter finns listade i Catalogue of Life.